# Rouffiac (Cantal)
Rouffiac é uma comuna francesa na região administrativa de Auvérnia-Ródano-Alpes, no departamento de Cantal. Estende-se por uma área de 23,64 km². Em 2010 a comuna tinha 207 habitantes (densidade: 8,8 hab./km²).